# Association de malfaiteurs
Association de malfaiteurs és una pel·lícula de comèdia francesa de 1987 dirigida per Claude Zidi.

## Sinopsi
Thierry, Gérard, Francis i Daniel, amics i antics companys de HEC Paris, assisteixen a una vetllada organitzada per l'escola. Gérard i Thierry són socis comercials acusats de robar una caixa forta a un magnat ric en aquesta comèdia de situació. Una broma resulta contraproduent quan tots dos fan creure el seu col·lega Daniel que ha guanyat la loteria. El propietari de la caixa forta truca a la policia, que persegueix el duo intrigant. Tots dos roben la caixa forta per segona vegada per cobrir la pèrdua dels diners sostrets en el primer robatori. Monique és la sensual comissària de policia i examor de la víctima del robatori que investiga l'estrany cas.

## Producció
- François Cluzet com a Thierry
- Christophe Malavoy com a Gerard
- Véronique Genest com Monique Lemercier
- Jean-Claude Leguay com a Daniel
- Jean-Pierre Bisson com Bernard Hassler
- Claire Nebout com a Claire
- Gérard Lecaillon com a Francisco